# لا بیسبال د فالست
لا بیسبال د فالست (به اسپانیایی: La Bisbal de Falset) یک شهرستان در اسپانیا است که در استان تاراگونا واقع شده‌است.

## خصوصیات
لا بیسبال د فالست ۱۴٫۵ کیلومترمربع مساحت و ۲۳۷ نفر جمعیت دارد و ۳۷۲ متر بالاتر از سطح دریا واقع شده‌است.